# Giro Donne 2010
Der 21. Giro Donne fand vom 2. Juli bis 11. Juli 2010 statt. Er führte über 1.100 Kilometer  in 10 Etappen plus den Prolog über 3 km. Nach vier Etappensiegen von Ina-Yoko Teutenberg (Muggia-Triest über 58 km, Caerano S. Marco-Biadene über 16,9 km, Ficarolo - Lendinara über 90 km) folgten zwei Siege von Marianne Vos (Orta S. Giulio-Pettenasco über 122 km, Gallarate-Arcisate 116 km). Die 7. Etappe von Como nach  Albese Con Cassano über 110,8 km gewann Evelyn Stevens. Die 8. Etappe führte von Chiavenna über St. Moritz zum Berninapass auf 2328 m Seehöhe nach Livigno zum Etappenziel (Siegerin Mara Abbott). Den Höhepunkt bildete die Bergankunft auf dem Stilfserjoch auf der 9. Etappe, die das Feld auf über 2700 m Seehöhe führte (Siegerin wieder Mara Abbott). Die Schlussetappe mit Start im Autodromo von Monza nach Monza über 115 km gewann die Amerikanerin Shelly Evans.
Die Gesamtwertung gewann die Amerikanerin Mara Abbott vor Judith Arndt und Tatiana Guderzo. Die Bergwertung wurde von Emma Pooley vor Mara Abbot und Tatiana Guderzo gewonnen. Die Punktewertung und das Trikot der besten Nachwuchsfahrerin gewann Marianne Vos.

## Teilnehmende Mannschaften
| UCI Women's Teams (13)- ACS Chirio-Forno d'Asolo - Bizkaia-Durango - Cervélo TestTeam - Debabarrena-Kirolgi - Fenixs-Petrogradets - Gauss RDZ Ormu - HTC-Columbia Women - Lotto Ladies - Safi-Pasta Zara - SC Michela Fanini Record Rox - Top Girls Fassa Bortolo-Ghezzi - Vaiano-Tepso-Solaristech - Valdarno Nationalmannschaften (3)- Australien - Vereinigte Staaten - Niederlande |
| |

## Etappenliste
| Etappe     | Datum    | Etappenorte                    | type              | Länge (km) | Etappensieger       | Gesamtführender     |
| ---------- | -------- | ------------------------------ | ----------------- | ---------- | ------------------- | ------------------- |
| 1. Etappe  | 2. Jul.  | Muggia – Triest                | Flachetappe       | 59         | Ina-Yoko Teutenberg | Ina-Yoko Teutenberg |
| 2. Etappe  | 3. Jul.  | Sacile – Riese Pio X           | Hügelige Etappe   | 130        | Ina-Yoko Teutenberg | Ina-Yoko Teutenberg |
| 3. Etappe  | 4. Jul.  | Caerano di San Marco – Biadene | Einzelzeitfahren  | 16,9       | Ina-Yoko Teutenberg | Ina-Yoko Teutenberg |
| 4. Etappe  | 5. Jul.  | Ficarolo – Lendinara           | Flachetappe       | 90         | Ina-Yoko Teutenberg | Ina-Yoko Teutenberg |
| 5. Etappe  | 6. Jul.  | Orta San Giulio – Pettenasco   | Hügelige Etappe   | 122        | Marianne Vos        | Marianne Vos        |
| 6. Etappe  | 7. Jul.  | Gallarate – Arcisate           | Hügelige Etappe   | 116,7      | Marianne Vos        | Marianne Vos        |
| 7. Etappe  | 8. Jul.  | Como – Albese con Cassano      | Hochgebirgsetappe | 110,8      | Evelyn Stevens      | Marianne Vos        |
| 8. Etappe  | 9. Jul.  | Cleven – Livigno               | Hochgebirgsetappe | 93         | Mara Abbott         | Mara Abbott         |
| 9. Etappe  | 10. Jul. | Livigno – Stilfs               | Hochgebirgsetappe | 68,5       | Mara Abbott         | Mara Abbott         |
| 10. Etappe | 11. Jul. | Monza – Monza                  | Flachetappe       | 115        | Shelley Evans       | Mara Abbott         |

## Gesamtwertung
| \| Gesamtwertung \| Gesamtwertung \| Gesamtwertung \| Gesamtwertung \| Gesamtwertung \| \| Fahrer \| Fahrer \| Land \| Team \| Zeit \| \| ------------- \| ------------------ \| ---------------------- \| ------------------------------ \| ---------------- \| \| 1. \| Mara Abbott \| Vereinigte Staaten \| Vereinigte Staaten \| 25 h 15 min 54 s \| \| 2. \| Judith Arndt \| Deutschland \| HTC-Columbia Women \| + 2 min 05 s \| \| 3. \| Tatiana Guderzo \| Italien \| Valdarno \| + 3 min 05 s \| \| 4. \| Claudia Häusler \| Deutschland \| Cervélo TestTeam \| + 5 min 26 s \| \| 5. \| Emma Pooley \| Vereinigtes Königreich \| Cervélo TestTeam \| + 7 min 29 s \| \| 6. \| Jewhenija Wyssozka \| Ukraine \| Valdarno \| + 8 min 23 s \| \| 7. \| Marianne Vos \| Niederlande \| Niederlande \| + 9 min 24 s \| \| 8. \| Tatjana Antoschina \| Russland \| Valdarno \| + 12 min 08 s \| \| 9. \| Olga Sabelinskaja \| Russland \| Safi-Pasta Zara \| + 23 min 03 s \| \| 10. \| Elena Berlato \| Italien \| Top Girls Fassa Bortolo-Ghezzi \| + 25 min 50 s \| |                    |                        |                                |                  |
| |                    |                        |                                |                  |
| |                    |                        |                                |                  |
| Gesamtwertung |                    |                        |                                |                  |
| Fahrer | Fahrer             | Land                   | Team                           | Zeit             |
| 1. | Mara Abbott        | Vereinigte Staaten     | Vereinigte Staaten             | 25 h 15 min 54 s |
| 2. | Judith Arndt       | Deutschland            | HTC-Columbia Women             | + 2 min 05 s     |
| 3. | Tatiana Guderzo    | Italien                | Valdarno                       | + 3 min 05 s     |
| 4. | Claudia Häusler    | Deutschland            | Cervélo TestTeam               | + 5 min 26 s     |
| 5. | Emma Pooley        | Vereinigtes Königreich | Cervélo TestTeam               | + 7 min 29 s     |
| 6. | Jewhenija Wyssozka | Ukraine                | Valdarno                       | + 8 min 23 s     |
| 7. | Marianne Vos       | Niederlande            | Niederlande                    | + 9 min 24 s     |
| 8. | Tatjana Antoschina | Russland               | Valdarno                       | + 12 min 08 s    |
| 9. | Olga Sabelinskaja  | Russland               | Safi-Pasta Zara                | + 23 min 03 s    |
| 10. | Elena Berlato      | Italien                | Top Girls Fassa Bortolo-Ghezzi | + 25 min 50 s    |